# Bennington (Vermont)
Pour les articles homonymes, voir Bennington.
Bennington est le siège du comté de Bennington, situé dans le Vermont, aux États-Unis. Sa population était de 15 764 habitants au recensement de 2010.
Bennington est la plus grande ville du sud du Vermont et la sixième municipalité du Vermont (après Burlington, Essex, Rutland, Colchester et South Burlington).

## Histoire

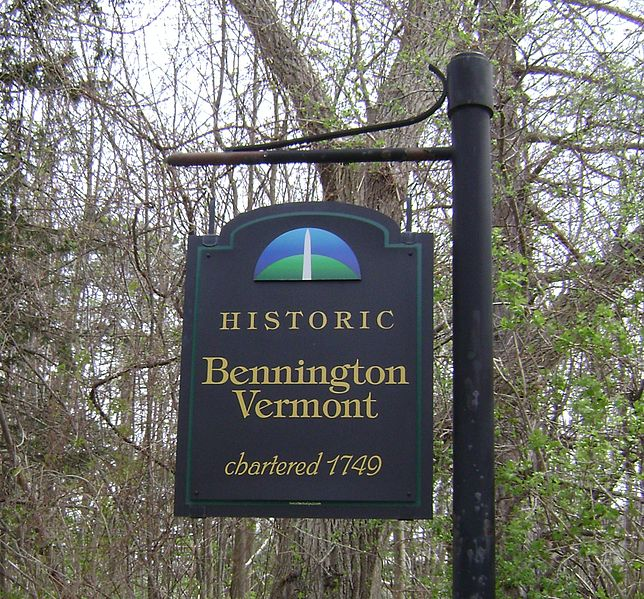
Panneau dans le vieux Bennington.

Bennington en 1887.

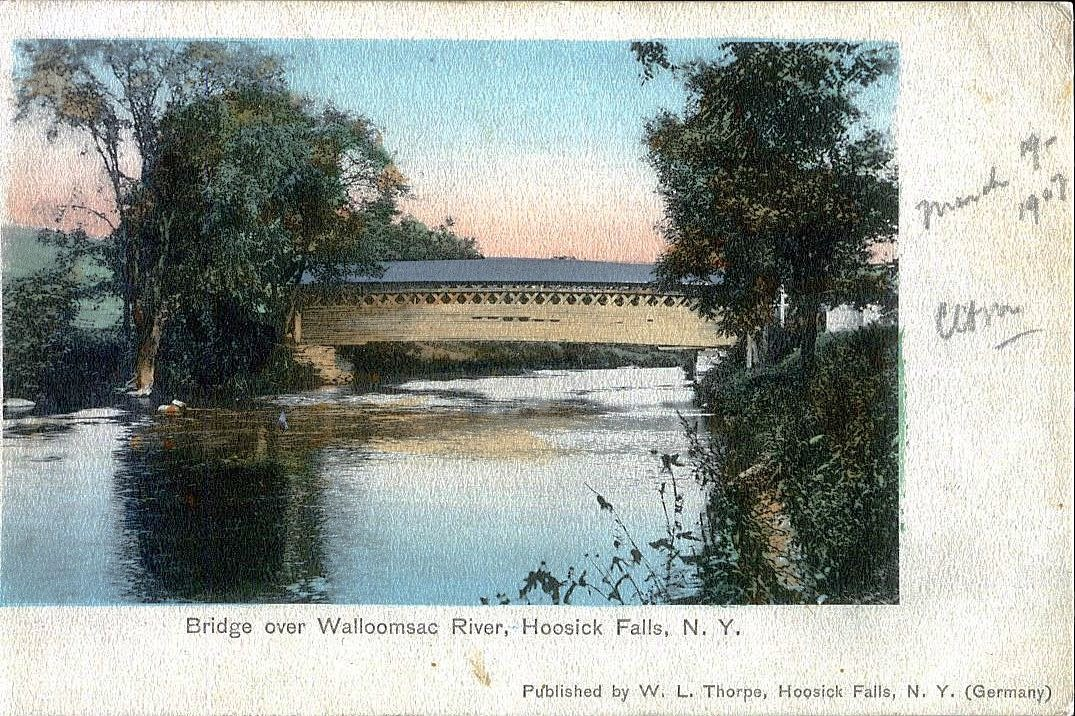
Pont couvert sur la rivière Walloomsac en 1907.

Le territoire de Bennington a été concédé le 3 janvier 1749 par le gouverneur britannique Wentworth Benning  à William Williams et 61 autres colons, principalement originaires de Portsmouth, au New Hampshire. La ville est créée en 1761 par quatre familles dirigés par le capitaine Samuel Robinson, qui campent dans la vallée de la rivière Walloomsac. Le capitaine Robinson est à son retour de la Guerre de la Conquête.
C'est sur son territoire que se déroule la bataille de Bennington, durant la Guerre d'indépendance des États-Unis : le 16 août 1777, le général John Stark avec une milice de 1 500 hommes armés du New Hampshire y vainquent 800 soldats, un ensemble de mercenaires allemands, de Loyalistes locaux, de Canadiens et Indiens sous les ordres du lieutenant-colonel allemand Baum Friedrich. Les renforts loyalistes anglais sous le commandement du lieutenant-colonel allemand Heinrich von Breymann sont ralentis par l'arrivée des Green Mountain Boys (les miliciens du Vermont fondée par Ethan Allen).
La ville actuelle compte trois quartiers historiques : le vieux Bennington, Downtown Bennington et North Bennington. Le Vieux Bennington est la ville d'origine, datant de 1761. Au début des années 1800, Downtown Bennington commence à se développer. En 1854, la population du comté atteint 18 589.
Le monument commémoratif de la bataille de Bennington est construit en 1891. Il fait 93 mètres de haut. C'est la plus haute structure du Vermont.
Bennington a facilement accès aux ressources naturelles et à l'énergie hydraulique, ce qui favorise la fabrication manufacturière, principalement dans la transformation du bois. La ville est également reconnue à l'échelle nationale pour ses textiles.

## Géographie
Selon le Bureau de recensement des États-Unis, la ville a une superficie totale de 110 km2, dont 109,9 km2 de terre et 0,2 km2 est d'eau (soit 0,14 % du total). Bennington est traversée par la rivière Walloomsac.

## Climat
Bennington connaît un climat continental humide (Koppen DFAE) avec des hivers froids et neigeux et des étés chauds et humides. La ville peut subir des chutes de neige depuis le mois d'octobre jusqu'au mois d'avril. Une tornade de force F2 a frappé North Bennington le 31 mai 1998, ce qui est extrêmement rare au Vermont.
Le record de chaleur est de 37 °C (en 1955 et en 1975). Le record de froid est de −32 °C (en 1979, 1994 et 2010). Bennington reçoit plus de 162 cm de neige par an.

## Arts et culture

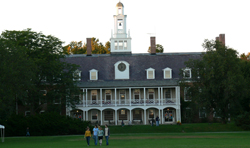
Bâtiment principal du Collège.

Bennington est le foyer de la Conférence de musique de chambre. Le Composers' Forum of the East, un institut pour des musiciens en musique classique y a élu domicile. L'institut est organisé sur le campus du Bennington College depuis qu'il a été fondé en 1946. La Conférence de musique de chambre organise un festival de musique de chambre, chaque été. Bennington est également le foyer de la Oldcastle Theatre Company, une troupe de théâtre professionnel.

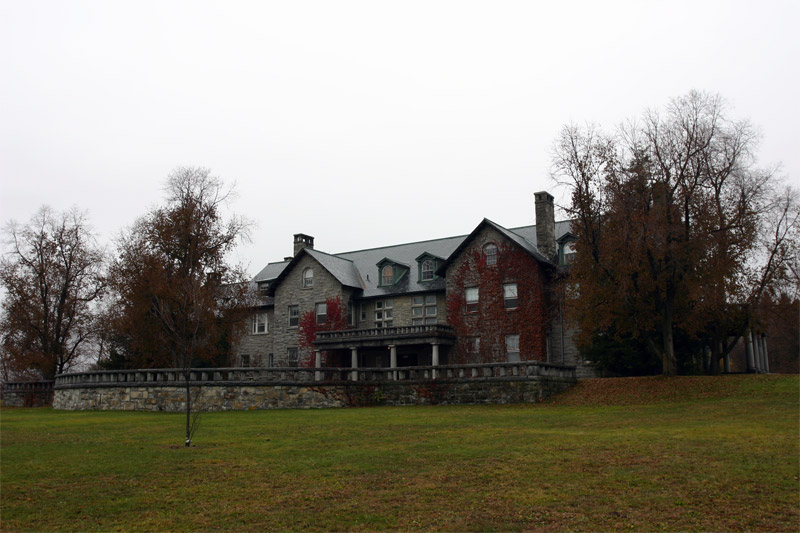
Le Jennings building regroupe les musiciens au Bennington College.

Bennington College, une université d'arts libéraux à North Bennington, est également le domicile du Sage City Symphony depuis sa fondation en 1973 par Louis Calabro (en). Le Sage City Symphony joue un programme du répertoire classique américain. Bennington est également le foyer de la Société chorale du comté de Bennington et de l'Orchestre des jeunes des montagnes Vertes (en anglais Green Mountain Youth Orchestra, mais désigné dans les deux langues par la présence de quelques franco-américains).

## Personnalités liées à la commune

### Nés à Bennington
- Simon Fraser (1776-1862), explorateur et marchand de fourrure.
- Charles Dewey Day (1806-1884), avocat, juge et homme politique du Québec.
- Anne Lynch Botta (1815-1891), poétesse et sculptrice.
- Armand Edward Blackmar (1826-1888), éditeur de musique.
- Robert Alton (1906-1957), chorégraphe et danseur.
- Carleton Carpenteur (1926-2022), acteur.
- Beatrice Boepple (1962-), actrice.
- Miles Hyman (1962-), illustrateur franco-américain (petit-fils de Shirley Jackon).
- Ross Powers (1979), snowboarder.
- Andrew Newell (1983-), fondeur.

### Décédés à Bennington
- William Ellery Channing (1780-1842), pasteur et auteur.
- Julius S. Held (1905-2002), collectionneur et historien de l'art.
- Charles Stevenson (1908-1979), philosophe.
- Frederick Burkhardt (1912-2007), philosophe et historien des sciences.
- W. C. Heinz (1915-2008), journaliste sportif et correspondant de guerre.
- Shirley Jackson (1916-1965), romancière et novelliste.
- John Addison (1920-1998), compositeur.
- Stanley Edgar Hyman (1919-1970), professeur d'université et critique littéraire.

## Sports universitaires
Bennington est le foyer du club omnisports Mount Anthony Patriots. Le club remporte 23 championnats consécutifs du Vermont State Wrestling. C'est le record national aux États-Unis. En 2010, le Mount Anthony Patriots est également Champion de l'État du Vermont aux compétitions de ski de fond masculin et de ski de fond féminin.
|  |            | Stratton |
|  | Bennington |          |
|  |            |          |

## Galerie de photographies

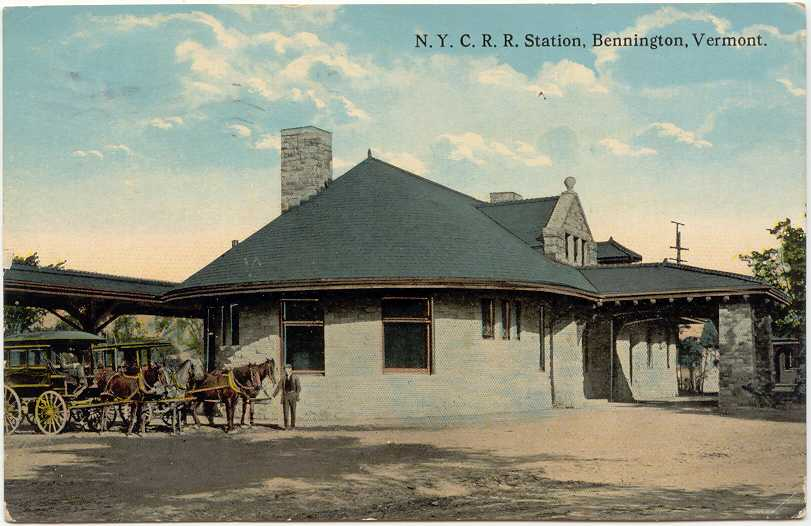
Station de chemin de fer  du New York Central Railroad en 1913.
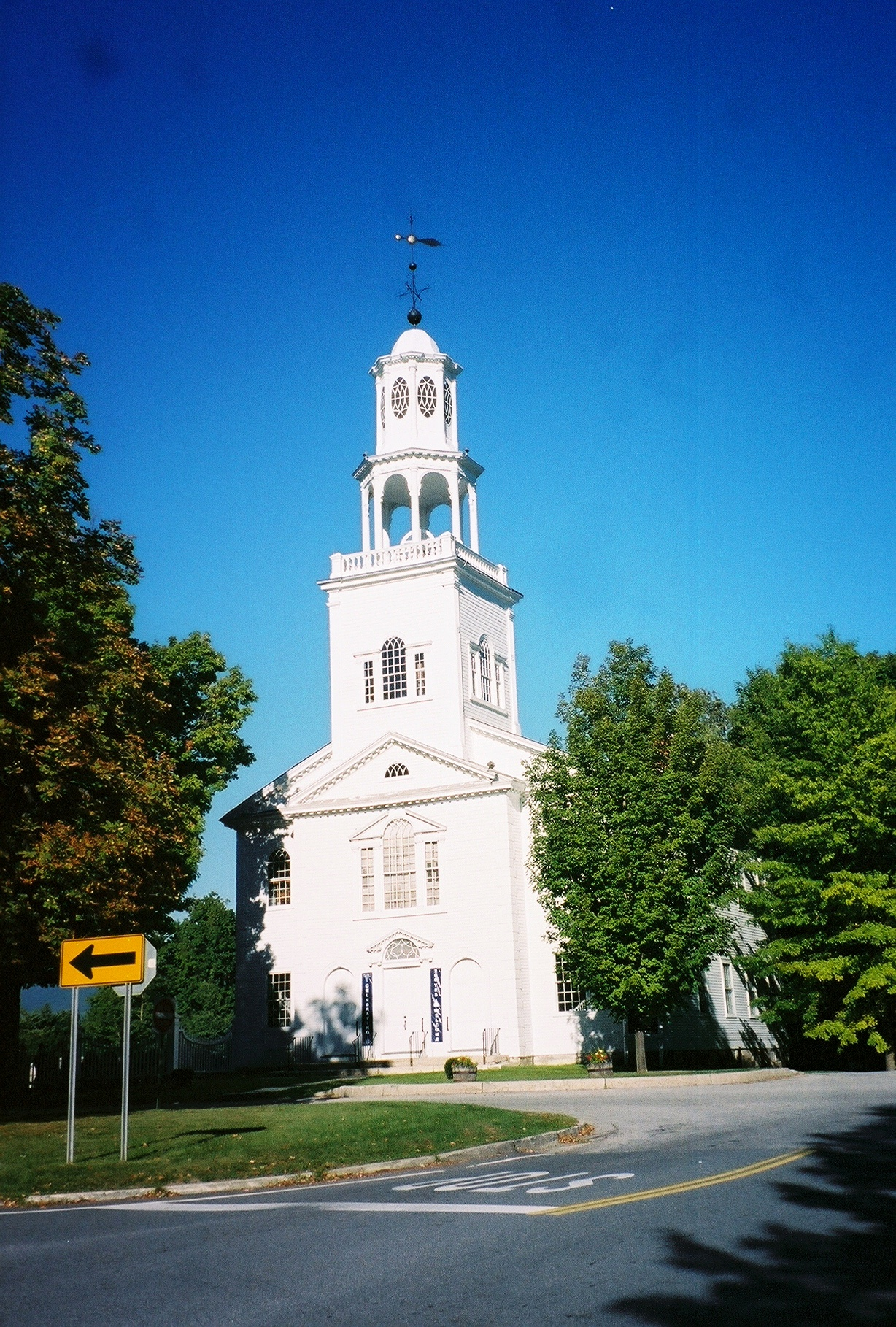
Église du First Congregational Church of Bennington en 1804.
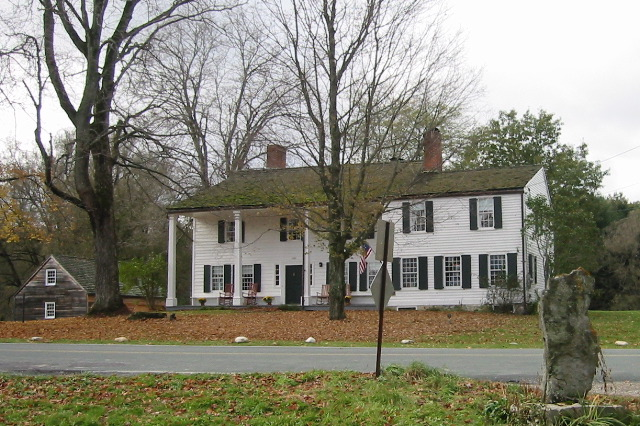
Maison historique du Henry House, 1769.
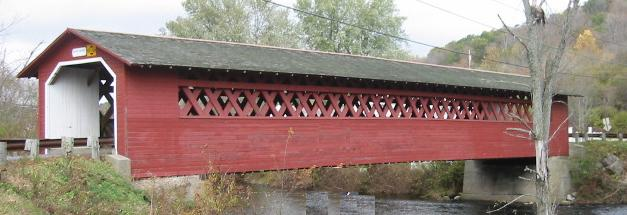
Pont couvert Burt Henry, 1835.
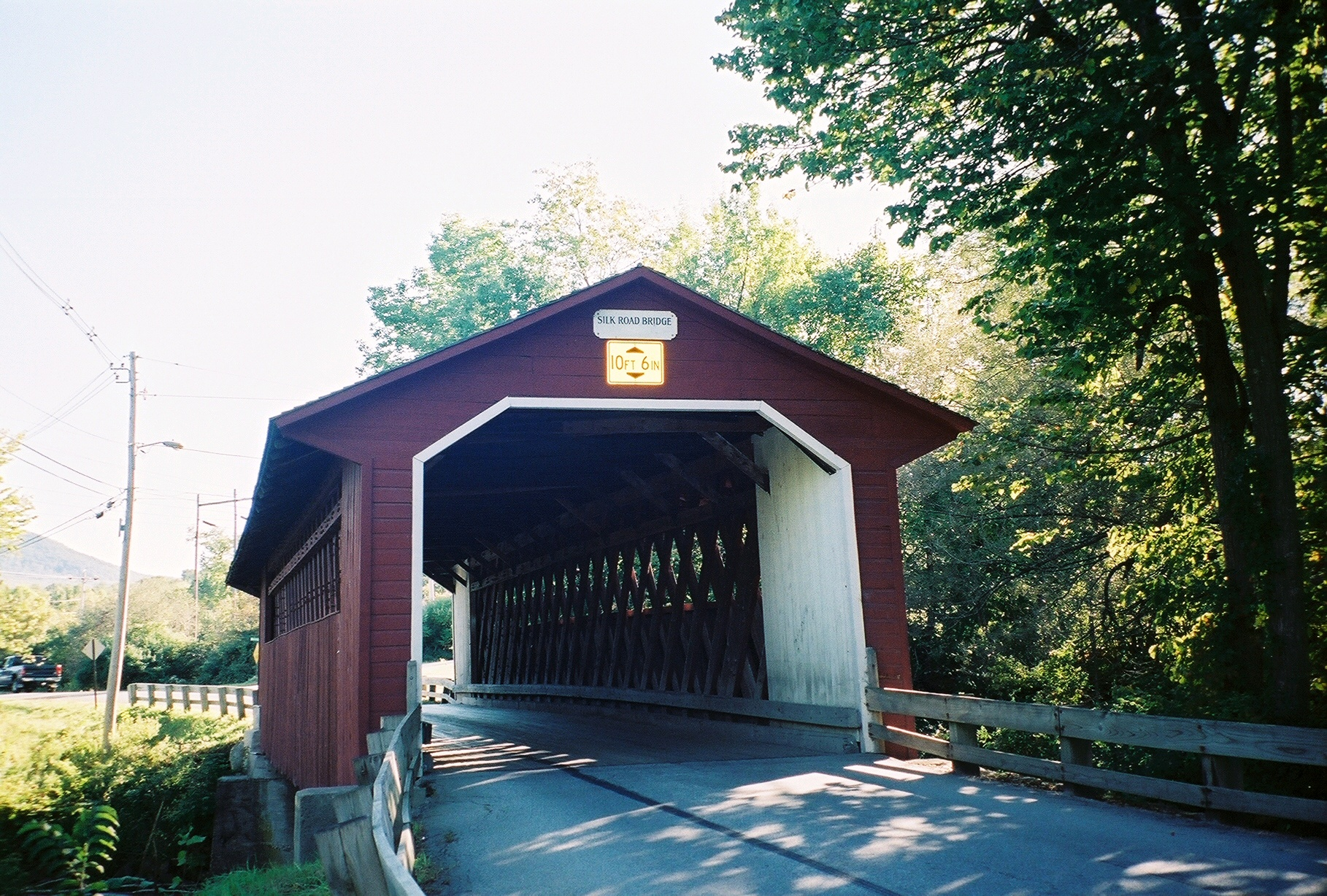
Le Silk Covered Bridge, 1840.
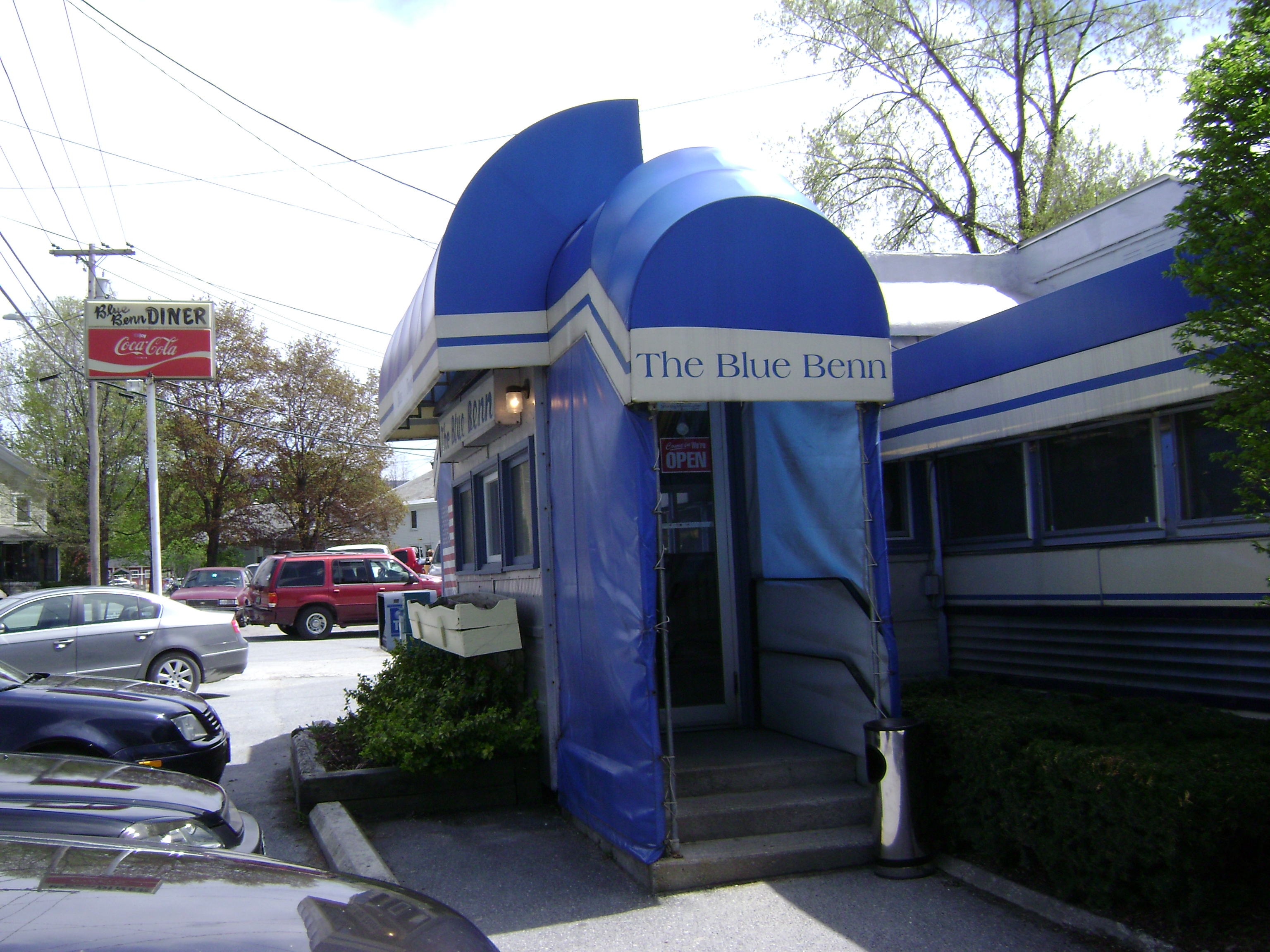
Le Blue Benn, un bistro célèbre de Bennington.